# Шнайдер, Иосиф Александрович
Ио́сиф Алекса́ндрович Шна́йдер (Шне́йдер; ивр. יוסף שניידר‎; 26 мая 1927, Рига, Латвия — 23 июня 2006, Иерусалим, Израиль) — Узник Сиона, активист национального движения советских евреев за право выезда в Израиль, фотограф.

## Биография
Родился в Риге 26 мая 1927 года в традиционной еврейской семье. Отец — Александр Шнайдер, мать — Мера Пейсаховна Шнайдер (в девичестве Клинк). Дедушка и бабушка Шнайдера были сторонниками религиозно-сионистского движения Мизрахи. Дядя — Нафтали Грибов (1897—1970), репатриировался в Израиль, где с 1935 г. служил в полиции, был дирижёром полицейского оркестра. Жена – Шнейдер Людмила Ивановна, 1924 г.р., белоруска, уроженка Сенненского района Витебской области, с которой Иосиф Шнайдер познакомился в Орше во время службы в армии.
В 1933 году Иосиф начал посещать еврейскую школу в Риге. Во время учёбы состоял в еврейском 144-м скаутском отряде под командованием Козака. Был вынужден прервать обучение из-за начала Второй мировой войны.
В самом начале боевых действий в 1941 году Шнайдеру с матерью удалось эвакуироваться из Риги на Урал, затем в Киргизию.  Многие члены семьи погибли от рук нацистов.
В октябре 1944 года Шнайдер вступил в Красную Армию и служил в Латышской стрелковой дивизии, в составе которой принимал участие в освобождении Латвии от нацистской оккупации. В ноябре 1944 года вступил в ВЛКСМ, где состоял до декабря 1953 года (выбыл механически). 
После расформирования дивизии в 1946 г. был отправлен в Свердловск на шестимесячные курсы командиров самоходных установок. После окончания курсов за требование продолжить службу в Латвии и отказ общаться на русском языке был понижен в звании и на два года отправлен в штрафной батальон в Беларуси, где служил на строительстве аэропорта. 
Во время службы в Орше печатал прокламации с текстом ответов Маргариты Алигер Илье Эренбургу.  Женился на этнической польке в надежде таким образом выехать из СССР, но получил отказ. Демобилизовавшись в ноябре 1951 г., вернулся в Ригу, где устроился работать фотографом в «Ригас Фото».
C целью обучения еврейского населения военному делу Шнайдер стал тренером и членом сборной Латышской ССР по пулевой стрельбе. Кроме тренировок по стрельбе, обучал молодёжь ивриту по присланным из Израиля учебникам, распространял прокламации в поддержку Израиля и израильский армейский журнал «Бемахане». Созданный а Риге Шнайдером клуб стрельбы занимался в том числе охраной участников еврейских праздников от хулиганских действий со стороны солдат стройбатальонов, а также допризывной подготовкой еврейской и латышской молодёжи на базе ДОСААФ. В 1955 г. был одним из первых жителей Риги, подавших заявление на выезд в Израиль. До своего ареста в 1957 г. подавал заявление на выезд шесть раз.
23 апреля 1957 г. Шнайдер был арестован и осужден по статье 58-10 ч. 1 УК РСФСР 16 июля 1957 сроком на четыре года без поражения в правах. Следствие установило, что Шнайдер, в октябре-ноябре 1956 года, во время Суэцкой войны, систематически слушал на своей квартире «антисоветские клеветнические» передачи радио «Коль Исраэль», записывал и хранил новостные сводки дома. Также в судебном приговоре было указано, что он клеветал на Советский Союз в своих письмах родственнику из Израиля Нафтали Грибову и хранил у себя на квартире националистическую литературу и периодику из Израиля. 
В качестве дополнительных обвинений, суд указал изготовление Шнайдером фотокарточек порнографического характера, завладение чужими боевыми и юбилейными наградами, незаконное хранение трех малокалиберных винтовок, принадлежащих артели «Ригас Фото», и патронов.
Отбывал срок в потьминских лагерях Мордовии вместе с сионистскими активистами Давидом Хавкиным и Довом Шперлингом. Во время отбывания срока заключения собирал фотографии осуждённых военных преступников, которые переправил в Израиль. Освобождён в 1961 году. После освобождения фотографировал еврейские кладбища, синагоги и праведников народов мира для Яд Ва-шем, принимал участие в мероприятиях израильского посольства, распространял запрещённую литературу.
В 1969 году ему позволили уехать в Израиль. В Израиле служил в полиции фотографом криминального отдела и инструктором по стрельбе.
Шнайдер был одним из первых поселенцев в посёлке Гив'он и активистом создания района Гив'ат-Зеэв. В 1990 году вышел на пенсию.  Умер в июне 2006 года. Отец пятерых детей.

## Архив Иосифа Шнайдера
В 2015 году сын Иосифа Шнайдера Ури передал в Центральный архив истории еврейского народа архив своего отца: документы, фотографии, слайды и фотоплёнки. Архив занимает примерно 20 коробок стандартного размера, в нём содержатся снимки, сделанные Шнайдером в заключении, множество фотографий еврейских синагог и кладбищ, сделанных после Второй Мировой Войны в республиках СССР: Латвии, Литве, Беларуси, Молдавии, Украине, а также в Москве. Другая часть архива — фотографии, сделанные после эмиграции из СССР, в Израиле и странах Центральной и Западной Европы. Архив охватывает период с 1930-х по 1990-е гг.